# Saint-Jean-le-Centenier
Saint-Jean-le-Centenier är en kommun i departementet Ardèche i regionen Auvergne-Rhône-Alpes i sydöstra Frankrike. Kommunen ligger  i kantonen Villeneuve-de-Berg som ligger i arrondissementet Largentière. År 2022 hade Saint-Jean-le-Centenier 868 invånare.

## Befolkningsutveckling
Antalet invånare i kommunen Saint-Jean-le-Centenier
Referens: INSEE